# 營房

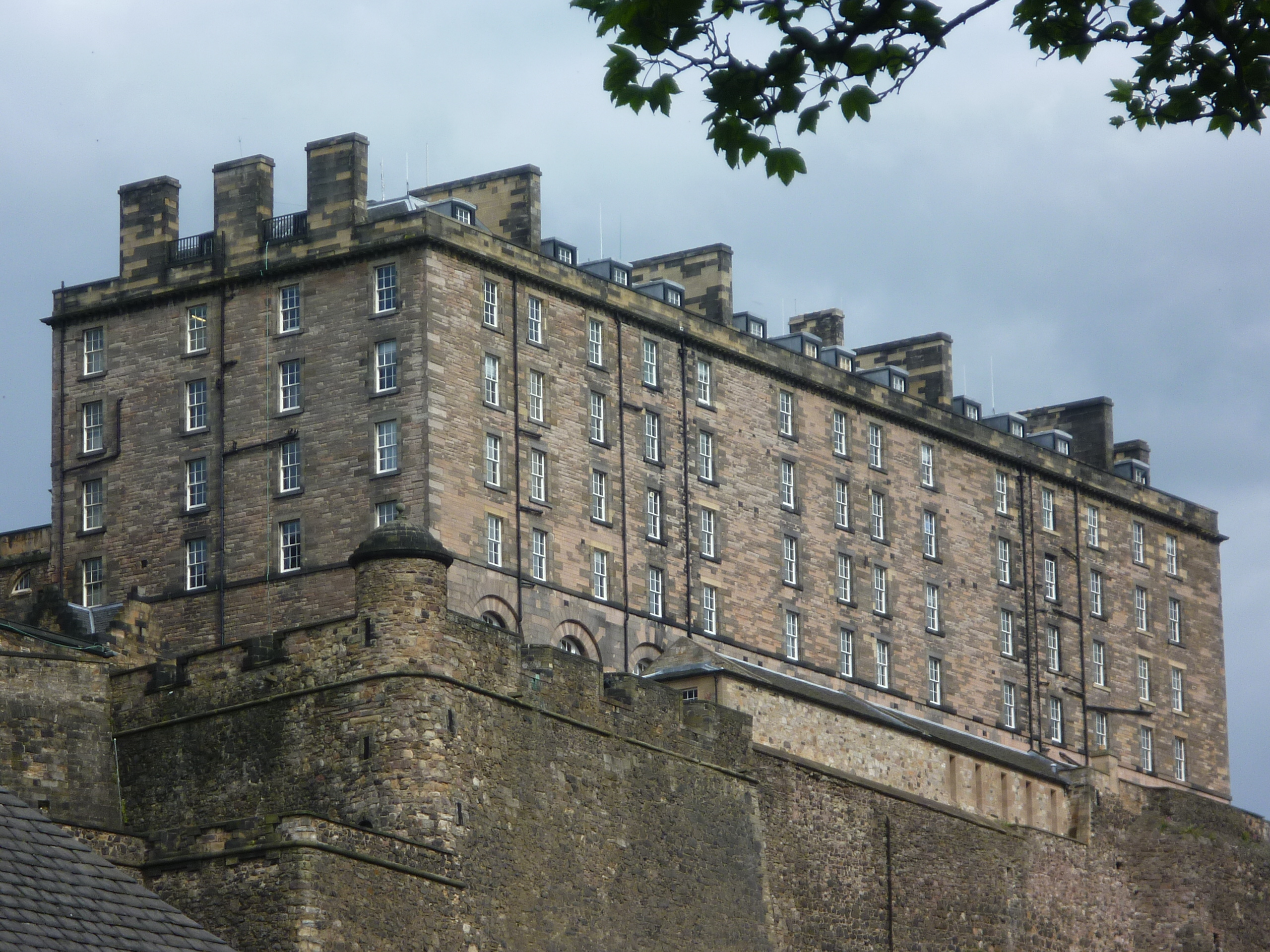
爱丁堡一栋十八世纪晚期的营房

營房，或者称军营，是一种供军人居住的房屋。它主要是可以让许多军事人员居住、生活在一起，从这个意义上讲营房有点类似宿舍，不过营房内居住的人员属性不同。通常都是让隶属同一军事单位的人居住在一起，这样可以方便他们之间相互联系或是快速部署。同野战住所不同，营房通常是一种长久性的建筑物，它们建造在那些需要长期提供住房的地区。相对来说，营房的居住环境可能不如民用建筑。

## 历史
虽然早在古罗马时代就已经出现了专门供军事人员居住的营房，但实际上很长一段时间内，士兵们都是寄居在民用房屋中而没有自己专属的住房。大约到17世纪，营房才普遍出现在欧洲。

## 环境
低階士兵通常居住在人口密度较高的营房内。举例来说，一栋砖砌的古罗马营房中居住了80名步兵。中华人民共和国成立后的中国人民解放军士兵营房基本是参考当时的苏联营房而设计的。一间30米长、十几米宽的营房要容纳一个连队的一百多名士兵。而且这些士兵睡在一张通铺上，没有单独的床位。而高階军官则可以一个人独享一个房间，有些营房甚至给高级军官提供了独立的卫浴设施。通常来说，军事人员都在一个类似食堂那样的公共区域内用餐，因而营房内一般不包括厨房以及相关设施。大多数营房只是提供睡眠环境的场所，往往很少考虑舒适性。

## 用途
营房通常要用于训练士兵，差不多世界各地都有这种建筑。几乎可以说居住在营房内是军事人员训练过程的一个重要组成部分，它们附近的场所通常也会为了这个目的而做出一些特殊的安排。比方说靠近障碍场、靶场等等。由于军用训练场所可能会造成危险、产生噪音，因此营房一般建造在不容易被军事训练所打扰的地区。营房可以通过集体生活培养士兵的集体精神，通过让士兵们居住在一起，可以消除他们原有的社会分类，减少他们同外部社会之间的联系。在营房内，士兵的生活往往受到各级军官的监视，几乎没有私生活可言。